# FX战士久留美
《FX战士久留美》是由原作的日本漫画作品。最初为原作者在个人网站连载的线稿漫画，后由漫画家作画，自漫画杂志《月刊Comic Flapper》2021年3月号开始连载。

## 故事简介
FX为Foreign Exchange的缩写，即外汇保证金交易，透過在平台存入的保证金在一定额度内买卖外汇造成损益，小额投资者也可利用较小的资金获得较大的交易额度（杠杆），是一种高风险高報酬的投资行为。故事围绕着数名女大学生的FX经历展开。

## 登场角色
福贺久留美
故事的主人公。2014年时为20岁的女大学生。初中时，母亲福贺梢因在2008年金融危机中损失了投资的2000万日元而跳楼自杀。出于夺回2000万日元的目的，久留美踏入FX的战场并逐渐沉迷其中。
在前期因爲自己不合理的槓桿倍率與錯誤的離場清倉時機而導致差點將本金與家中的300萬日圓（母親過世後父親每月的存款）賠光，但最後化險為夷，令萌智子學姐覺得可惜。
在之後雖然短暫退出FX市場，但在教導芽吹FX後因不甘錢無法賺到自己口袋裡，從而回歸，回歸後的久留美，雖然仍有槓桿倍率不合理與幾乎毀滅性地孤注一擲的投資習慣，但比起以前觀察的局勢更多、會關注的情況與FX相關的專業知識也跟著補足，是故事中少數不多能察覺到有所成長的投資者。
後來因看好歐元而在2015年瑞士法郎兌歐元匯價脫勾的黑天鵝事件中斷頭，欠下逾1.2億日圓巨債，將用以繳付所得稅的海外帳戶的100萬日圓儲蓄入市試圖翻本但也瞬間爆倉虧掉。欠下巨債、無力繳稅且連個人破產費用也付不起的久留美遂企圖以自殺令債務一筆勾銷。
福贺郁夫
久留美的父亲。久留美母亲去世前在外地工作，去世后才知道家里因FX的财产损失。反对久留美从事FX。
小金萌智子
久留美的大学同级生。投资经验丰富，以他人的损失为乐。
喜歡可愛的東西，穿著也都偏向成熟，很容易在心裡面吐槽。
在小團體中是追求穩定與安全的投資者，屬於投資法相當安全的人，不會冒著風險賺取暴利、也能夠及時止損以防市場崩盤，準確切割，是最理想的投資者之一。
山师芽吹
FX新手，被萌智子拜托久留美指导学习FX。
完全不懂FX，認為錢很容易就來，投資方式甚至比起久留美的剛接觸時的新手狀態還可怕，屬於投資法的反面教材。
因其毫無章法、近乎盲目賭博的胡亂投資使得獎學金、信用卡貸款、學生貸款、從萌智子手上取得的私人融資都全部瞬間爆倉虧光，最終只能投入風俗行業賺錢還債，退出FX活動。
高根康子
以小葵（あふぃちゃん）的名字經營附點擊收費廣告的部落格，連載FX的戰績，但因損失太多而放棄FX。後在芽吹的介紹下，認識久留美一行人。在芽吹煽動下，假裝是FX新手，再度回到FX的世界。

## 单行本
| 卷数 | KADOKAWA      | KADOKAWA               |
| 卷数 | 发售日期      | ISBN                   |
| ---- | ------------- | ---------------------- |
| 1    | 2021年7月21日 | ISBN 978-4-04-680668-0 |
| 2    | 2022年1月21日 | ISBN 978-4-04-681040-3 |
| 3    | 2022年8月23日 | ISBN 978-4-04-681622-1 |
| 4    | 2023年2月21日 | ISBN 978-4-04-682275-8 |
| 5    | 2023年7月22日 | ISBN 978-4-04-682703-6 |
| 6    | 2024年3月23日 | ISBN 978-4-04-683423-2 |
| 7    | 2024年9月21日 | ISBN 978-4-04-683939-8 |